# Notoraja ochroderma
Notoraja ochroderma es una especie de pez de la familia de los Rajidae en el orden de los Rajiformes.

## Reproducción
Es ovíparo y las hembras ponen huevos envueltos en una cápsula córnea.

## Alimentación
Come invertebrados

## Hábitat
Es un pez de mar y de clima tropical y demersal que vive entre 444 a 450 m de profundidad.

## Distribución geográfica
Se encuentra en el Océano Pacífico occidental central.

## Observaciones
Es inofensivo para los humanos.